# Dubňany (przystanek kolejowy)
Dubňany – dawny przystanek kolejowy w Dubňanach, w kraju południowomorawskim, w Czechach. Znajdował się na wysokości 180 m n.p.m.

## Linie kolejowe
- 257 Kyjov - Mutěnice